# 尚吉巴人民共和國
尚吉巴人民共和國，是一個建立於1964年1月12日的非洲國家，由尚吉巴群島上的島嶼所構成。該國存在3个多月，便于1964年4月26日與坦噶尼喀合併為坦噶尼喀和桑给巴尔联合共和国；同年10月29日，更名為坦桑尼亚联合共和国。

## 歷史
在尚吉巴革命發生後，非洲-設拉子黨與烏瑪成立革命委員會作為臨時政府，阿貝德·阿馬尼·卡魯姆為總統領導委員會，阿卜杜勒拉赫曼·穆罕默德·巴布為外交部部長 。該國被改名為尚吉巴人民共和國；新政府首先永久將蘇丹流放，並禁止了尚吉巴國民黨與尚吉巴和奔巴人民黨。總統卡魯姆為了與多變的約翰·奧凱洛保持距離，他悄悄地將奧凱洛排除在政治舞台外，但仍准許奧凱洛保有自封的陸軍元帥頭銜。不過，奧凱洛的革命追隨者很快便對溫古賈的阿拉伯裔及亞裔人口實行報復，進行毆打、強暴、謀殺及襲擊財產。在廣播中，他聲稱業已殺害或監禁數萬名他的「敵人與走狗」，但實際的死亡數字卻落差極大，從「數百」到兩萬皆有。部分西方報紙認為死亡人數為2000-4000人 ，更高的死亡人數則可能是被奧凱洛的廣播及部分西方和阿拉伯媒體所誇大的。義大利紀錄片《殘酷世界》中有殺害阿拉伯裔囚犯及萬人坑的畫面，該紀錄片是唯一已知關於殺戮事件的影像紀錄。許多阿拉伯裔人士逃往阿曼，而根據奧凱洛的命令，無歐洲人受到傷害 。革命後的暴力事件亦沒有蔓延至奔巴島。
2月3日，尚吉巴恢復常態，而卡魯姆亦被民眾廣泛接受為總統.。警察重新出現在街頭，被洗劫的商店重新開張，平民上繳未經准許的武器。革命政府宣布，其政治犯共500名，將交由特殊法庭審判。奧凱洛組建了自由軍事武裝（FMF），該武裝是奧凱洛與其追隨者組成的準軍事部隊，該武裝在街上巡邏並搶劫阿拉伯裔財產。奧凱洛追隨者的行為、奧凱洛的暴力言論、烏干達腔調與基督教信仰疏離了大多數溫和尚吉巴人及穆斯林非洲-設拉子黨人 ，到3月時，許多自由軍事武裝的成員已經被卡魯姆總統的支持者與烏瑪黨民兵繳械。3月11日，奧凱洛的元帥頭銜被剝奪 ，並從非洲大陸旅行後返回尚吉巴時被拒絕入境。他被驅逐至坦干伊加，隨後被驅逐至肯亞，最後貧困地回到其祖國烏干達。
4月，政府建立了人民解放軍，並使殘存的奧凱洛派自由軍事武裝民兵繳械 。4月26日，卡魯姆宣布與坦干伊加進行聯合談判，成立新國家坦尚尼亞。當代的媒體將兩國的合併視作防範共產主義顛覆尚吉巴的手段；至少有一名歷史學者表示，卡魯姆作為一位溫和的社會主義者，試圖限制極左派烏瑪黨的影響力。然而，烏瑪黨在健康、教育與社會福利上的社會主義政策仍被政府採納。

## 外部連結
- 尚吉巴官網 （页面存档备份，存于）

## 資源
- Daly, Samuel,  (PDF), Senior Thesis (New York: Columbia University), 2009  [2023-06-29], （原始内容存档 (PDF)于2011-12-14）.
- Lofchie, Michaael F., , Transition, 1967, (33): 36–42, JSTOR 2934114, doi:10.2307/2934114.
- Parsons, Timothy, , Greenwood Publishing Group, 2003  [2023-06-29], ISBN 0-325-07068-7, （原始内容存档于2023-01-12）.
- Plekhanov, Sergey, , Trident Press Ltd, 2004, ISBN 1-900724-70-7.
- Sheriff, Abdul; Ferguson, Ed, , James Currey Publishers, 1991, ISBN 0-85255-080-4.
- Speller, Ian, , Journal of Imperial and Commonwealth History, 2007, 35 (2): 1–35  [2023-06-29], S2CID 159656717, doi:10.1080/03086530701337666, （原始内容存档于2012-12-04）.